# Gravigny
Gravigny est une commune française située dans le département de l'Eure, en région Normandie.
Ses habitants sont appelés les Gravignais.

## Géographie

### Localisation
Gravigny est, avec Saint-Sébastien-de-Morsent, l'une des deux plus importantes villes limitrophes d'Évreux, préfecture de l'Eure. Elle est située au nord-est d'Évreux.
| Aviron | Normanville | Sassey                  |
| Aviron | Gravigny    | Huest                   |
| Évreux | Évreux      | Fauville (par un angle) |

|                         | Saint-Germain-des-Angles |             |
| Le Mesnil-Fuguet Aviron | Gravigny (exclave)       | Normanville |
| Aviron                  |                          | Normanville |

### Hydrographie
La commune est située dans le bassin Seine-Normandie. Elle est drainée par l'Iton et divers autres petits cours d'eau,.
L'Iton, d'une longueur de 132 km, prend sa source dans la commune de Mahéru et se jette  dans l'Eure à Acquigny, après avoir traversé 39 communes.Les caractéristiques hydrologiques de l'Iton sont données par la station hydrologique située sur la commune de Normanville. Le débit moyen mensuel est de 3,54 m3/s. Le débit moyen journalier maximum est de 16,8 m3/s, atteint lors de la crue du 27 mars 2001. Le débit instantané maximal est quant à lui de 17,5 m3/s, atteint le même jour.

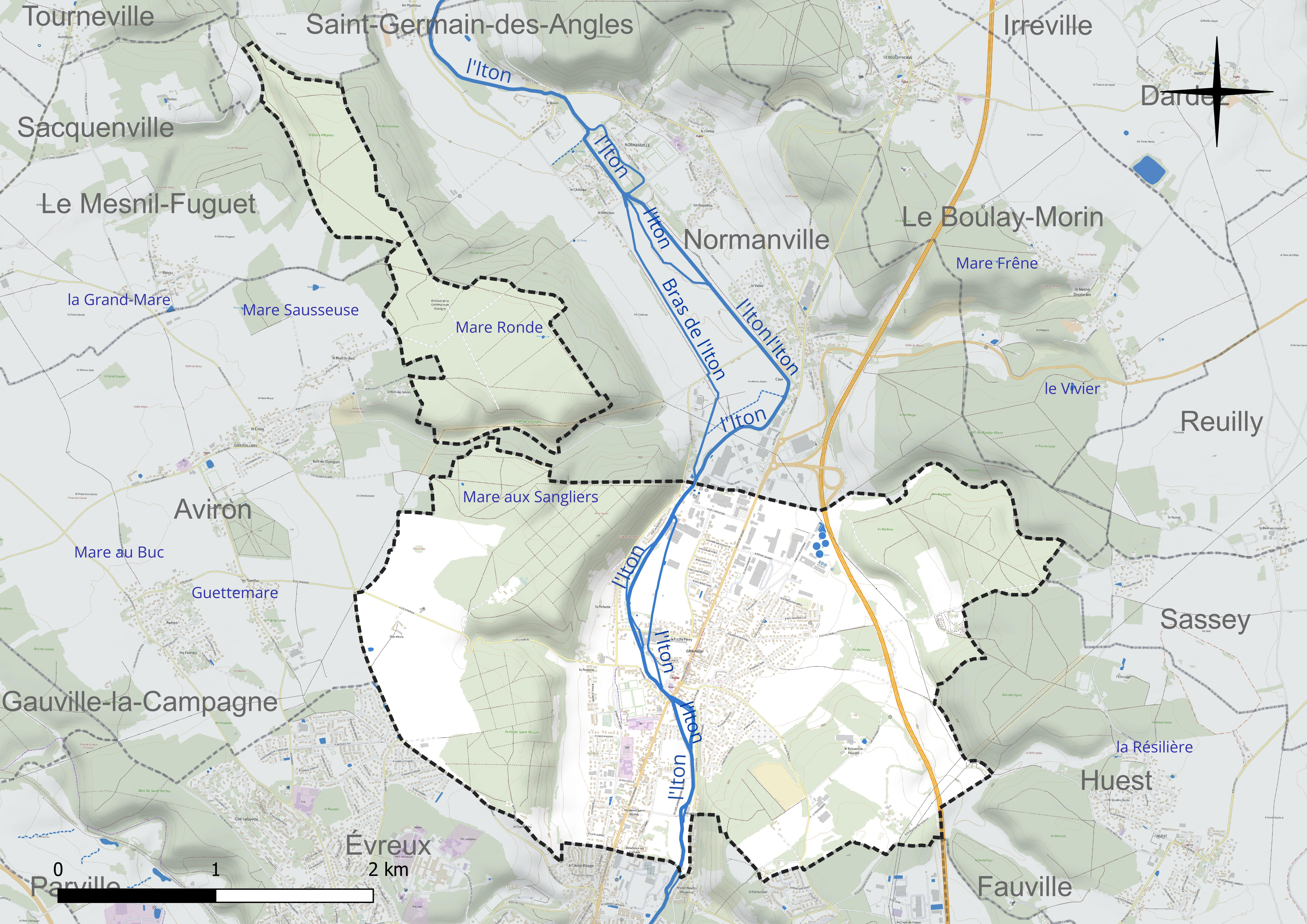
Réseau hydrographique de Gravigny.

Deux plans d'eau complètent le réseau hydrographique : la mare aux Sangliers (0 ha) et la mare Ronde (0 ha),.

### Climat
Pour des articles plus généraux, voir Climat de la Normandie et Climat de l'Eure.
En 2010, le climat de la commune est de type climat océanique dégradé des plaines du Centre et du Nord, selon une étude du CNRS s'appuyant sur une série de données couvrant la période 1971-2000. En 2020, Météo-France publie une typologie des climats de la France métropolitaine dans laquelle la commune est exposée à un climat océanique et est dans la région climatique  Côtes de la Manche orientale, caractérisée par un faible ensoleillement (1 550 h/an) ; forte humidité de l’air (plus de 20 h/jour avec humidité relative > 80 % en hiver), vents forts fréquents. Parallèlement le GIEC normand, un groupe régional d’experts sur le climat, différencie quant à lui, dans une étude de 2020, trois grands types de climats pour la région Normandie, nuancés à une échelle plus fine par les facteurs géographiques locaux. La commune est, selon ce zonage, exposée à un « climat des plateaux abrités », correspondant aux plaines agricoles de l’Eure, avec une pluviométrie beaucoup plus faible que dans la plaine de Caen en raison du double effet d’abri provoqué par les collines du Bocage normand et par celles qui s’étendent sur un axe du Pays d'Auge au Perche.
Pour la période 1971-2000, la température annuelle moyenne est de 10,8 °C, avec  une amplitude thermique annuelle de 14,3 °C. Le cumul annuel moyen de précipitations est de 659 mm, avec 10,9 jours de précipitations en janvier et 8 jours en juillet. Pour la période 1991-2020, la température moyenne annuelle observée sur la station météorologique la plus proche, située sur la commune de Huest à 3 km à vol d'oiseau, est de 11,2 °C et le cumul annuel moyen de précipitations est de 600,6 mm,. Pour l'avenir, les paramètres climatiques de la commune estimés pour 2050 selon différents scénarios d’émission de gaz à effet de serre sont consultables sur un site dédié publié par Météo-France en novembre 2022.

## Urbanisme

### Typologie
Au 1er janvier 2024, Gravigny est catégorisée centre urbain intermédiaire, selon la nouvelle grille communale de densité à 7 niveaux définie par l'Insee en 2022.
Elle appartient à l'unité urbaine d'Évreux, une agglomération intra-départementale dont elle est une commune de la banlieue,. Par ailleurs la commune fait partie de l'aire d'attraction d'Évreux, dont elle est une commune du pôle principal,. Cette aire, qui regroupe 108 communes, est catégorisée dans les aires de 50 000 à moins de 200 000 habitants,.

### Occupation des sols
L'occupation des sols de la commune, telle qu'elle ressort de la base de données européenne d’occupation biophysique des sols Corine Land Cover (CLC), est marquée par l'importance des forêts et milieux semi-naturels (47,4 % en 2018), une proportion sensiblement équivalente à celle de 1990 (47,5 %). La répartition détaillée en 2018 est la suivante : 
forêts (47,4 %), terres arables (21,4 %), zones urbanisées (14,4 %), prairies (6,8 %), zones industrielles ou commerciales et réseaux de communication (5 %), zones agricoles hétérogènes (5 %). L'évolution de l’occupation des sols de la commune et de ses infrastructures peut être observée sur les différentes représentations cartographiques du territoire : la carte de Cassini (XVIIIe siècle), la carte d'état-major (1820-1866) et les cartes ou photos aériennes de l'IGN pour la période actuelle (1950 à aujourd'hui).

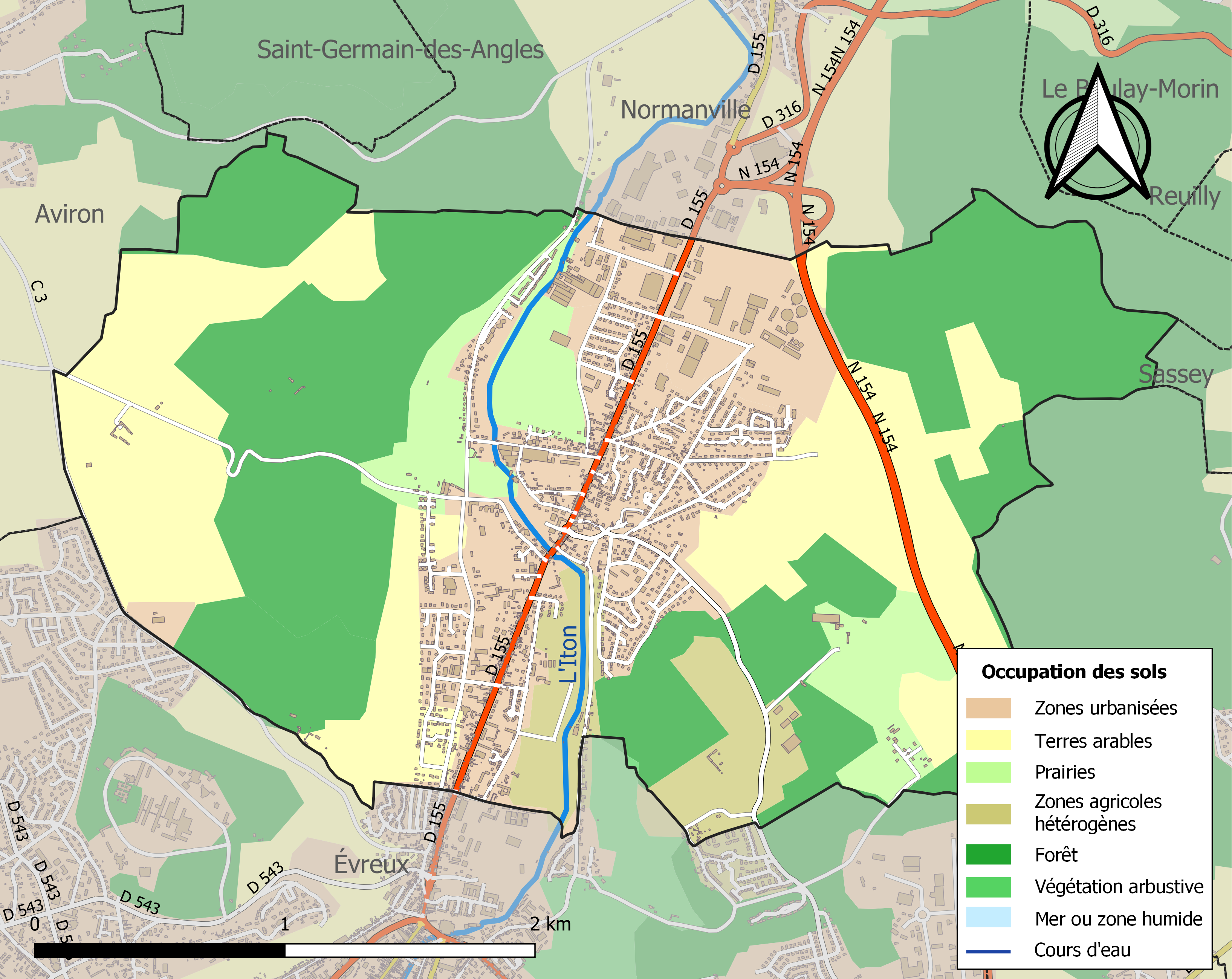
Carte des infrastructures et de l'occupation des sols de la commune en 2018 (CLC).

## Toponymie
Le nom de la localité est attesté sous les formes Gravengnei (charte de la Trinité-du-Mont) en Gravingnei en 1030, Gravigneum et Gravigneium vers 1152 (bulles d’Eugène III) et 1060, Gravinneium en 1156 (bulle d’Adrien IV), Graviniacum en 1079 (charte de Guillaume le Conquérant), Gravigni en 1174 (charte  de Henri II), Gravigne en 1201 (cartulaire du chapitre d’Évreux), Gravinei en 1217, Gravineium en 1235 (cartulaire de Saint-Taurin), Gravengny en 1401 (aveu de Pierre de Poissy).

## Politique et administration

### Liste des maires
| Période                                  | Période  | Identité                | Étiquette | Qualité |
| ---------------------------------------- | -------- | ----------------------- | --------- | ------- |
| Les données manquantes sont à compléter. |          |                         |           |         |
| 1789                                     | 1796     | Joseph Duret            |           |         |
| 1796                                     | 1799     | Pierre Hugau            |           |         |
| 1799                                     | 1800     | Sulpice Douche          |           |         |
| 1800                                     | 1807     | Joseph Buisson (l'ainé) |           |         |
| 1807                                     | 1812     | Le Cousturier de Courcy |           |         |
| 1812                                     | 1818     | Joseph Buisson          |           |         |
| 1818                                     | 1843     | Paquin                  |           |         |
| 1843                                     | 1846     | Joseph Buisson          |           |         |
| 1846                                     | 1852     | Vauthrin                |           |         |
| 1852                                     | 1871     | Jacques Guerin          |           |         |
| 1871                                     | 1872     | Jean-Pierre Picard      |           |         |
| 1872                                     | 1881     | Charles-Francois Neveu  |           |         |
| 1881                                     | 1884     | Eugène Liard            |           |         |
| 1884                                     | 1892     | Léopold Huet            |           |         |
| 1892                                     | 1912     | Auguste Jouen           |           |         |
| 1912                                     | 1919     | Gaston Laneelle         |           |         |
| 1919                                     | 1935     | Léon Aguesse            |           |         |
| 1953                                     | 1959     | Basile Augustin         |           |         |
| 1959                                     | 1977     | Gaston Jourdon          |           |         |
| 1977                                     | 1998     | Jean Champion           | PCF       |         |
| 1998                                     | 2020     | François Gantier        | PCF       |         |
| 2020                                     | En cours | Didier Cretot           | App.PCF   |         |

## Démographie
L'évolution du nombre d'habitants est connue à travers les recensements de la population effectués dans la commune depuis 1793. Pour les communes de moins de 10 000 habitants, une enquête de recensement portant sur toute la population est réalisée tous les cinq ans, les populations de référence des années intermédiaires étant quant à elles estimées par interpolation ou extrapolation. Pour la commune, le premier recensement exhaustif entrant dans le cadre du nouveau dispositif a été réalisé en 2004.

En 2022, la commune comptait 4 016 habitants, en évolution de +2,58 % par rapport à 2016 (Eure : −0,25 %, France hors Mayotte : +2,11 %).
| 1793 | 1800 | 1806 | 1821 | 1831 | 1836 | 1841 | 1846 | 1851 |
| ---- | ---- | ---- | ---- | ---- | ---- | ---- | ---- | ---- |
| 228  | 266  | 245  | 445  | 583  | 641  | 678  | 716  | 709  |

| 1856 | 1861 | 1866 | 1872 | 1876 | 1881 | 1886 | 1891 | 1896 |
| ---- | ---- | ---- | ---- | ---- | ---- | ---- | ---- | ---- |
| 621  | 664  | 697  | 673  | 741  | 754  | 814  | 855  | 846  |

| 1901 | 1906 | 1911 | 1921 | 1926 | 1931 | 1936  | 1946  | 1954  |
| ---- | ---- | ---- | ---- | ---- | ---- | ----- | ----- | ----- |
| 860  | 938  | 946  | 958  | 857  | 913  | 1 016 | 1 212 | 1 298 |

| 1962  | 1968  | 1975  | 1982  | 1990  | 1999  | 2004  | 2006  | 2009  |
| ----- | ----- | ----- | ----- | ----- | ----- | ----- | ----- | ----- |
| 2 035 | 2 437 | 2 817 | 2 540 | 3 113 | 3 598 | 3 888 | 3 937 | 4 084 |

| 2014  | 2019  | 2022  | - | - | - | - | - | - |
| ----- | ----- | ----- | - | - | - | - | - | - |
| 3 935 | 3 994 | 4 016 | - | - | - | - | - | - |

## Lieux et monuments

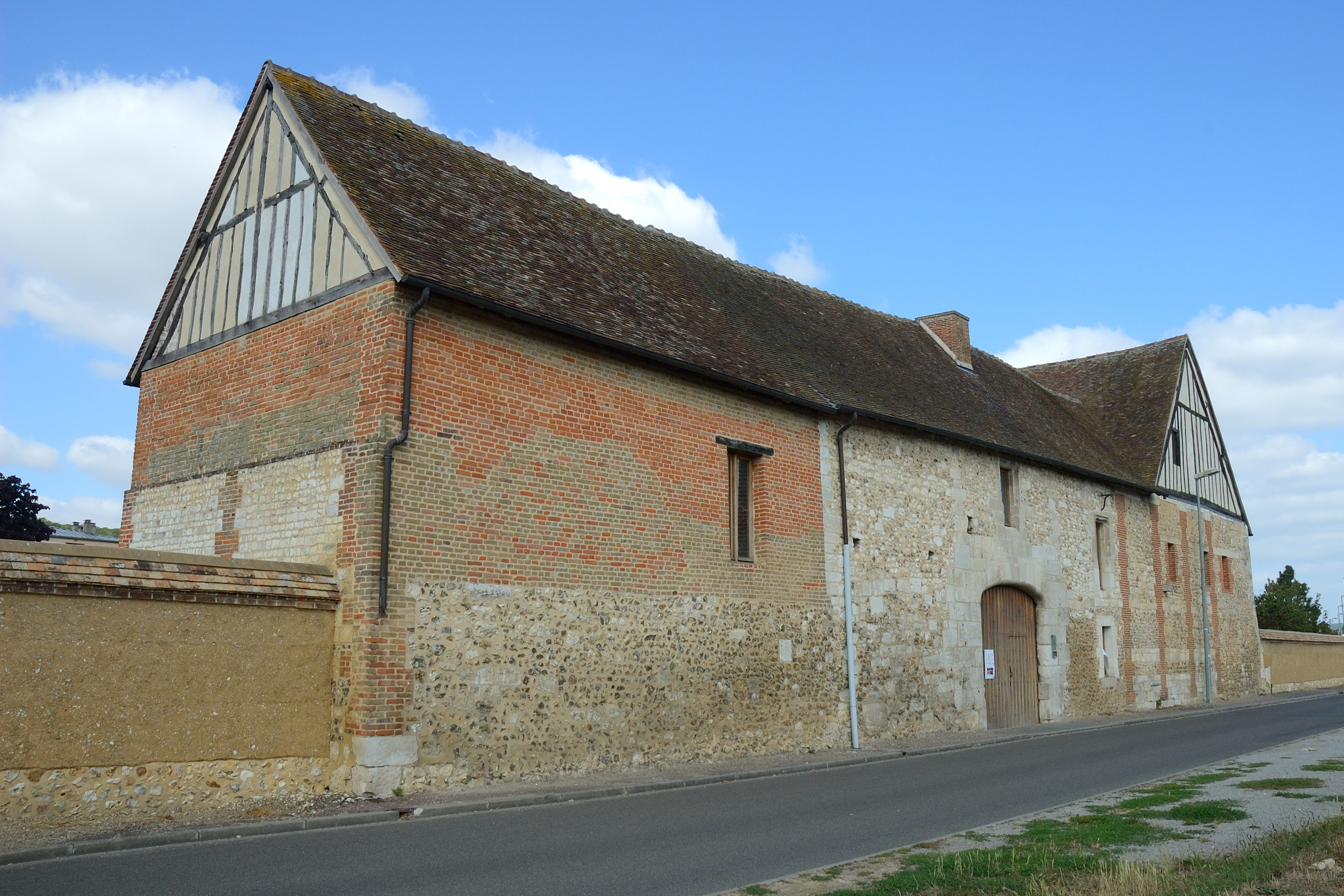
La maladrerie Saint-Nicolas.

La commune de Gravigny abrite un édifice inscrit au titre des monuments historiques :
- la maladrerie Saint-Nicolas (XIIe, XIIIe, XVIe et XVIIIe)  Inscrit MH (1995)[25]. Il s'agit d'une ancienne léproserie d'Évreux fondée au début du XIIe siècle.
- l'ancienne chapelle du Carmel (1856)[26], désacralisée en 2007.
- l'église Saint-Sulpice, dans l'enclos du cimetière ; consacrée en 1520, modernisée en 1935.

## Personnalités liées à la commune
- Georges-Alexandre de Maurey (1806-1836), propriétaire de filature, mort à Gravigny.